# Кагаласка
Кагаласка (англ. Kagalaska Island, Aleut:Qigalaxsix̂) — острів у складі Андреянівських островів, (Алеутський архіпелаг, Аляска). Острів 14 км у довжину та 11 км у ширину. Відділений від острову Адак протокою Кагаласка (Aleut: Aakayuudax̂) шириною в 400 м у найвужчій частині. Острів Малий Танага знаходиться у 1,9 км від острову і віділений однойменною протокою.